# Pachisi

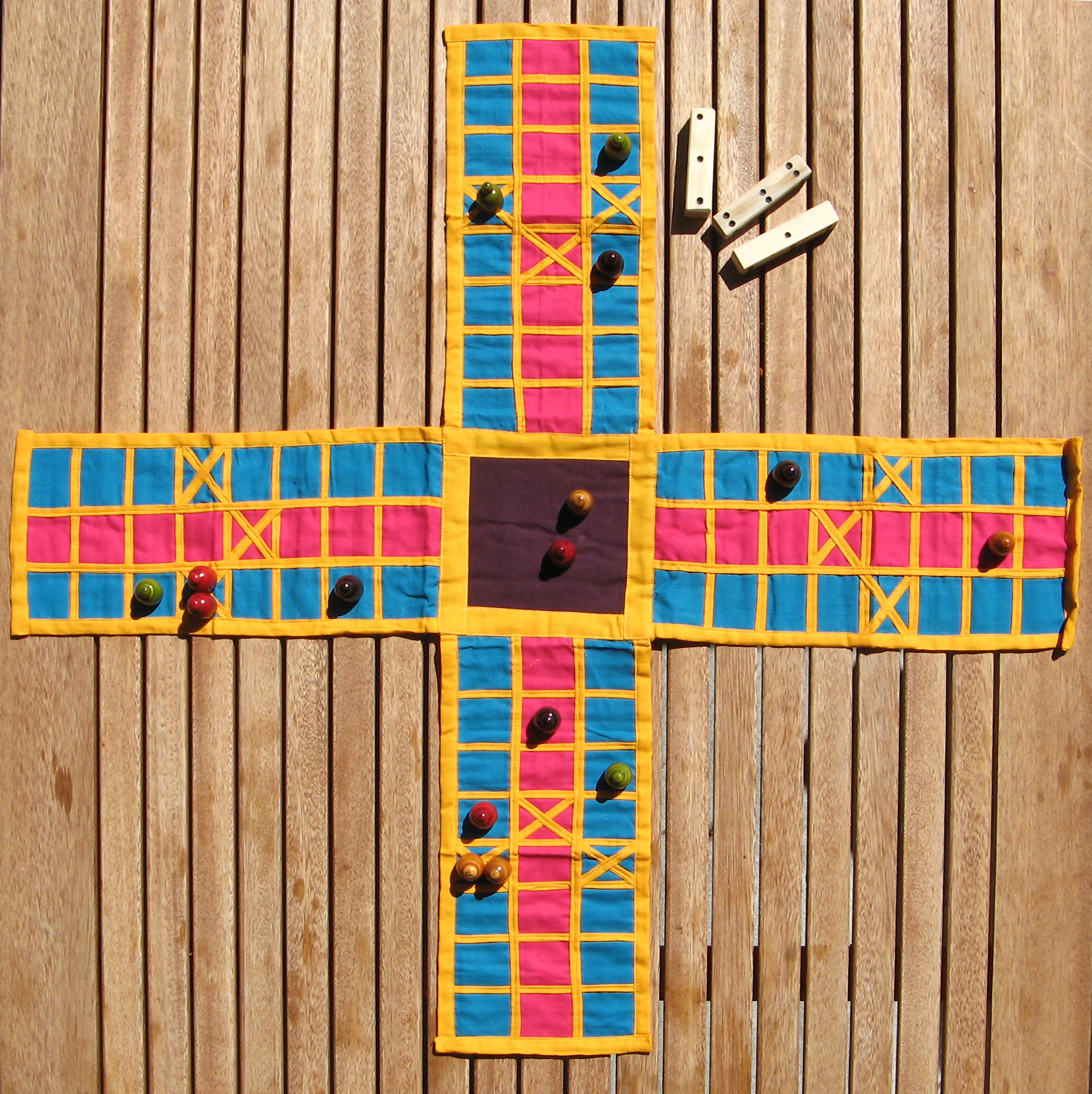
plansza do pachisi

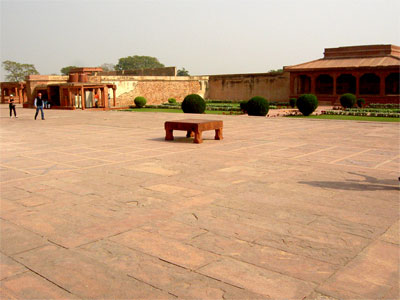
Plansza do pachisi na dziedzińcu pałacu Fatehpur Sikri (Indie)

Pachisi – starożytna hinduska gra planszowa dla 2 do 4 graczy, do dziś znana i popularna w Indiach. Nazwa gry pochodzi od słowa pachis, czyli „dwadzieścia pięć” w języku hindi. Dwadzieścia pięć to najwyższy możliwy do uzyskania w grze wynik rzutu. W Indiach gra może być też znana jako: chausar. Uważa się, że gra wywodzi się od bengalskiej gry ashte kashte. Pierwsze źródło pisane odnoszące się do gry pachisi to epicki poemat Mahabharata powstały około 500 roku p.n.e.
Na grze pachisi oparte są różne gry szeroko znane w Azji, a także na terenie obydwu Ameryk (według historyków te gry dotarły tam z Korei przez Syberię i Alaskę). Po podboju arabskim w VII w. gra pachisi znalazła się w Europie. Powstały na początku XX wieku w Niemczech „chińczyk” wywodzi się od gry pachisi.

## Plansza
Plansza do gry pachisi w kształcie czteroramiennego krzyża wykonana jest tradycyjnie z haftowanego materiału. Na każdym ramieniu znajdują się 3 rzędy pól. Dwanaście pól na końcu każdego ramienia (po 4 w każdym rzędzie) to tzw. „zamek”, gdzie zbijanie pionków przeciwnika jest niedozwolone. Pole środkowe, zwane charkoni, jest pozycją startową i celem wszystkich pionków. Każdy z graczy posiada 4 pionki w jednym kolorze: czarne, zielone, czerwone lub żółte. Za pomocą sześciu (czasem siedmiu) podłużnych kości, czyli muszelek określa się, o ile pól można poruszyć pionek. Rzucając muszelki sprawdzamy, jaka liczba upadła płaską stroną do góry:
| muszle | ilość pól              |
| ------ | ---------------------- |
| 2      | 2                      |
| 3      | 3                      |
| 4      | 4                      |
| 5      | 5                      |
| 6      | 6 i dodatkowa kolejka  |
| 1      | 10 i dodatkowa kolejka |
| 0      | 25 i dodatkowa kolejka |

W Indiach po dziś dzień zachowały się największe plansze do gry wkomponowane w pałacowe dziedzińce, gdzie za pionki służyły niewolnice.

## Rozgrywka
Za pomocą rzutu muszelkami wyznaczany jest pierwszy gracz (najwyższy wynik oznacza pierwszego gracza). Następnie ruch wykonują kolejni gracze znajdujący się po prawej stronie.
Pierwszy pionek wprowadzany jest do gry dowolnym rzutem. Każdy kolejny może być wprowadzony zamiast ruchu pionkiem, lecz jedynie w przypadku wyniku premiowego – 6, 10 lub 25. Po wprowadzeniu pionka gracz otrzymuje kolejną kolejkę. Gracz może posiadać na planszy jednocześnie dowolną liczbę pionków.
Jeden rzut uprawnia do poruszenia jednego pionka. W przypadku niekorzystnego rzutu gracz ma prawo zrezygnować z ruchu.
Więcej niż jeden pionek jednego gracza może zajmować naraz jedno pole. Na polach w zamku pionki są chronione i nie mogą zostać zbite. Poza zamkiem gdy pionek zatrzyma się na polu zajętym przez pionek lub pionki innego gracza, pionek ten (lub pionki) wracają do charkoni. Pionki zbite muszą być ponownie wprowadzone do gry premiowym rzutem (6, 10 lub 25). Gracz zbijający pionki otrzymuje dodatkową kolejkę.
Wygrywa gracz, który przeprowadzi wszystkie cztery pionki z charkoni, przez środkowy rząd pól, wokół planszy w kierunku przeciwnym do wskazówek zegara po polach zewnętrznych i umieści je z powrotem w charkoni poprzez środkowy rząd pól. Ponieważ środkowy rząd pól jest wspólny dla pionków rozpoczynających i kończących okrążenie, pionek powracający może być położony na boku by uniknąć pomyłki. Aby umieścić pionek w charkoni należy wyrzucić dokładnie tyle, ile pól dzieli pionek od celu. Po pokonaniu pełnego okrążenia pionki są najczęściej usuwane z planszy.
Jedno z pól w każdym zamku znajduje się dokładnie 25 pól od charkoni. Popularna strategia polega na umieszczeniu tam swojego pionka, by umieścić go w charkoni w przypadku wyrzucenia 25.